# Viorel Frunză
Viorel Frunză (n. 6 decembrie 1979) este un fotbalist internațional moldovean, care în prezent evoluează la echipa Dacia Chișinău pe postul de atacant.
În anul 2002 a debutat la echipa națională de fotbal a Moldovei, pentru care până în prezent a jucat 35 de meciuri, marcând 7 goluri.
Viorel Frunză este originar din sectorul Poșta Veche al Chișinăului. Este căsătorit, cu Natalia, și are doi copii (fiica Valeria și fiul Alexei).

## Palmares

### Club
Zimbru Chișinău
- Cupa Moldovei (1): 2002–03

FC Veris
- Divizia "A" (1): 2012–13
- Divizia „B” Nord (1): 2011-2012
- Cupa Moldovei

Finalist: 2012–13
Șahtior Karagandî
- Prima Ligă Kazahă(1): 2011

Neman Grodno
- Cupa Bielorusiei

Finalist: 2010–11

## Legături externe
- Viorel Frunză pe site-ul National-Football-Teams.com
- Viorel Frunză pe site-ul FIFA (arhivat)
- Viorel Frunză Arhivat în 19 decembrie 2013, la Wayback Machine. pe soccerway
- Viorel Frunză pe transfermarkt
- Viorel Frunză pe footballfacts.ru